# Молдавија
Молдавија (рум. Moldova), или званично Република Молдавија (рум. Republica Moldova), је држава у источној Европи. Граничи се са Румунијом на западу и Украјином на истоку. Њена граница са Румунијом је река Прут. Молдавија је у периоду од 1944. до 1991. била у саставу Совјетског Савеза. Независност је прогласила 27. августа 1991. године.
Током историје власт на овој територији имали су многи народи, да би средином 14. века настала Кнежевина Молдавија која је 1812. потпала под власт руског цара Александра I. Као независна држава, Република Молдавија постоји од 1991. године када се Молдавска совјетска република одвојила током распада Совјетског Савеза и прогласила независност. Међутим, политички развој земље од тада до данас је увелико отежан због постојећег конфликта са самопроглашеном Придњестровском Републиком.
Једна је од чланица Заједнице независних држава.

## Географија

### Положај
Државе са којима се Молдавија граничи су Украјина и Румунија. Површина државе износи 33.846 km². Молдавија се налази између географских ширина 45° и 49° север, и углавном између меридијана 26° и 30° исток (мала област лежи источно од 30°). Укупна површина земљишта је 33.851 km2 (13.070 sq mi).
Највећи део земље (око 88% површине) лежи у области Бесарабије, између река Прут и Дњестар, док се уски појас на истоку налази у Придњестровљу (источно од Дњестра). Западну границу Молдавије чини река Прут, која се улива у Дунав пре него што се он улива у Црно море. Молдавија има излаз на Дунав за само око 480 m (1.570 ft), а Ђурђулешти је једина молдавска лука на Дунаву. На истоку, Дњестар је главна река, која протиче кроз земљу од севера ка југу.

### Геологија и рељеф
Рељеф Молдавије претежно је брежуљкаст, а највиши су централни делови земље. Највиша тачка је Баланешти и износи 429 m, налази се северозападно од главног града Кишињева. 
Листопадних шума има у северној и централној Молдавији. Ту су присојне падине брежуљака потпуно покривене виноградима. На сувом југу преовладавале су степе, данас већином преображене у плодне оранице.

### Воде
Највећа река је Дњестар преко које Молдавија посредно излази на Црно море. Од Дњестарског лимана, естуара Црног мора, Молдавију раздваја 3 километра украјинске територије. Молдавија излази на Дунав дужином од 480 m, а у насељу Ђурђулешти налази се једина молдавска лука на Дунаву.

### Флора и фауна
Фитогеографски, Молдавија је подељена између источноевропске равнице и понтско-каспијске степе циркумбореалног региона унутар Бореалног краљевства . То је дом за три копнене екорегије: средњоевропске мешовите шуме, источноевропске шумске степе и понтске степе. Шуме тренутно покривају само 11% Молдавије, иако држава улаже напоре да повећа овај проценат. Молдавија има средњу оцену индекса интегритета шумског пејзажа 2019 од 2,2/10, што ју је рангирало на 158. место у свету од 172 земље. У овим шумовитим пределима могу се наћи дивљач, као што су јелен, срна и дивља свиња. Река Дњестар је богата рибом, као што су шаран, смуђ, сом итд.
Животна средина Молдавије претрпела је екстремну деградацију током совјетског периода, када су се индустријски и пољопривредни развој одвијали без обзира на заштиту животне средине. Прекомерна употреба пестицида довела је до јако загађеног горњег слоја тла, а индустријама је недостајала контрола емисија. Основан 1990. године, Еколошки покрет Молдавије, национална, невладина, непрофитна организација која је чланица Међународне уније за очување природе ради на обнављању оштећене природне средине Молдавије. Покрет је национални представник Центра „Натуропа“ Савета Европе и Програма Уједињених нација за животну средину Уједињених нација.
Сајге су опстале у Молдавији и Румунији до касног 18. века. Крчење шума, демографски притисак, као и претерани лов искоренили су аутохтона стада сајга којима тренутно прети изумирање. У антици су се сматрали карактеристичном животињом Скитије. Још једна животиња која је изумрла у Молдавији од 18. века до недавно је европски бизон. Врста је поново уведена са увођењем у екосистем три европска бизона из Бјеловјешке шуме из Пољску неколико дана пре Дана независности Молдавије 27. августа 2005.

### Клима
Молдавија има умерено континенталну климу; његова близина Црном мору доводи до тога да је клима умерено хладна у јесен и зиму и релативно хладна у пролеће и лето.
Лета су топла и дуга, са просечном температуром од око 20 °C (68 °F), а зиме су релативно благе и суве, са јануарским температурама у просеку −4 °C (25 °F) . Годишња количина падавина, која се креће од око 600 mm (24 in) на северу до 400 mm (16 in) на југу, може веома варирати; дуги сушни периоди нису неуобичајени. Најјаче падавине се јављају почетком лета и поново у октобру; чести су јаки пљускови и грмљавине. Због неправилног терена, обилне летње кише често изазивају ерозију и замуљавање река.
Највиша температура икада забележена у Молдавији била је 41,5 °C (106,7 °F) 21. јула 2007. у Каменки. Најнижа температура икада забележена била је −35,5 °C (−31,9 °F) 20. јануара 1963. у Братусени, округ Единет.

## Становништво
Последњи попис становништва у Молдавији одржан је 2014. године, када је пописано 2.804.801 становника (не укључујући Транснистрију).
Етничке групе у Молдавији (не рачунајући Транснистрију)
Молдавија је релативно урбанизована. 43,4% становника живи у градовима, а око трећине становништва живи у широј области главвног града Кишињева.
Просечан животни век износи 71,5 година (67,2 за мушккарце и 75,7 за жене). Баланс мушкараца и жена је 100:90.
Национални језик је румунски, из романске групе језика, док око 15% становништва говори руски језик према попису из 2014.
Молдавија доживљава нагли пад становништва због високе емиграције, као и због ниске стопе наталитета. Од 1990, популација се смањила за 33%, а предвиђа се да ће 2035. године износити половину популације из 1990. Од 2018. године, број умрлих већи је од броја рођених. По подацима из 2022, просечан број рођене деце по жени био је 1,69. Незапосленост износи око 3%.
Око 90% становништва су православци. Од овог броја, око 80-90% верника припада Православној цркви Молдавије, која је под јурисдикцијом Руске православне цркве. 10-20% припада Бесарабијској митрополији, под јурисдикцијом Румунске православне цркве. Око 7% становништва су атеисти. Јеврејска популација износи око 20.000. Муслимана у Молдавији има од 15.000 до 17.000. Преосталих 5% популације су углавном протестанти и католици.
Будући да је Молдавија била на путу бројних освајача, постала је мешавина народа; национално шаренило се повећава према југу. У селима поред Дњестра живе Молдавци, Украјинци и Бугари, сви искусни баштовани и воћари. Сами Молдавци потичу од Дачана који су романизовани за време римске владавине. Земља је густо насељена, а сеоско становништво чини више од половине укупног становништва. У последњој деценији двадесетог века национални доходак Молдавије се преполовило. Зато се становништво непрестано исељава, а природни прираштај једва прелази нулу.

## Административна подела
Основна админитративно територијална организација Молдавије обухвата: рејоне, градове (и општине) и села. Република Молдавија састоји се од на 32 рејона (рум. raioane), 13 општина (рум. municipii) - (Кишињев, Балци, Бендер, Комрат, Тираспољ, Кахул, Единец, Хинчешти, Орхеј, Сорока, Унгени, Страшени и Чадир-Лунга) и две аутономне територијалне јединице - Гагаузија и Придњестровље (Транснистрија). Придњестровље је фактички независна непризната држава која се отцепила од Молдавије. Молдавске власти је сматрају побуњеном покрајином у саставу Молдавије. Поред Молдавије, ниједна чланица Уједињених нација, не признаје Придњестровље као независну државу. Придњестровље једино признају Абхазија, Арцах и Јужна Осетија, које такође нису међународно признате.

### Највећи градови
Молдавија има 66 градова, а од тога, 13 има статус општине. Највећи градови су: Кишињев, Балци, Тираспољ, Бендер, Рибница, Кахул, Унгени, Сорока, Орхеј и Комрат.

## Историја

### Кнежевина Молдавија
Кнежевина је била у вазалном односу према Османском царству од 1514. године, а 1859. се ујединила са Кнежевином Влашком, чиме су ударени темељи данашње Румуније.

### Бесарабија
Република Молдавија састављена је највећим делом од Бесарабије. Ова област дуго је припадала Кнежевини Молдавије. Бесарабија је дуго била под турском влашћу. Како су је Руси освајали више пута током 18. века, Османлије су предали Бесарабију Русима 1812. године. Према Париском споразуму из 1856, којим се Русија кажњава за пораз у Кримском рату, она је дужна да врати Молдавији јужну Бесарабију, да би се тако избегла руска контрола над делтом Дунава, која је тада била отворена за слободну пловидбу. Ова област поново постаје руска после Берлинског конгреса 1878. године. Након руске револуције 1917. и мировног уговора закљученог у Брест-Литовску, заузима је румунска војска (почетак 1918). Ову су анексију Савезници одобрили 1920, али је СССР није признао.

### Совјетизација
Аутономна република Молдавија, коју је створио Совјетски Савез 1924. на источној обали Дњестра и прикључио Украјини, служи као основ за територијалне захтеве изложене у тајном записнику немачко-совјетског пакта. У јуну 1940, совјетска војска поново осваја Бесарабију, чији је јужни део прикључен Украјини. Остатак земље и један део аутономне републике Молдавије чине, у оквиру Совјетског Савеза, Социјалистичку Совјетску Републику Молдавију. Румунија, савезник Немачке, поново је осваја 1941. Совјетски Савез је поново заузима 1944. Званично писмо постаје ћирилично 1940. године.

### Независност
Парламент Молдавије је 27. августа 1991. године донео декларацију о независности која ће дати повод Придњестровљу за проглашење независности. Контроверзне речи декларације кажу да договор између Немачке и Совјетског Савеза из 23. августа 1939. године постаје неважећи као и све правне последице тог договора јер су биле донесене без претходног саветовања са становништвом покрајина којих се тај договор тицао (Бесарабија, Северна Буковина, Херта) и које су окупиране 28. јуна 1940. као и Придњестровља које је основано 12. октобра 1924. године. Совјетски Савез је, кршећи своја уставна права, донео закон о стварању Молдавске ССР на 2. август 1940. и закон о граници Украјинске и Молдавске ССР. Пошто су те одлуке биле донесене без законских права оне су биле поништене.
Након периода политичке нестабилности и масовних јавних протеста, нова влада коју је предводио Павел Филип формирана је у јануару 2016. Изражена је забринутост због корупције у целој држави, недостатку независности правосудног система и нетранспарентности банкарског система. Немачки емитер Дојче веле такође је изразио забринутост због наводног утицаја молдавског олигарха Владимира Плахотњука на владу.
На председничким изборима у децембру 2016, социјалиста, проруски оријентисани Игор Додон изабран је за новог председника републике.
У 2019. години, од 7. до 15. јуна, молдавска влада је прошла кроз период двојне власти у ономе што је познато као молдавска уставна криза 2019 . Уставни суд, за који се у великој мери верује да је под контролом Владимира Плахотњука из Демократске странке, објавио је 7. јуна да је привремено сменио актуелног председника Игора Додона са власти због његове „немогућности“ да сазове новог парламентарним изборима пошто парламент није формирао коалицију у року од три месеца од валидације изборних резултата. Према уставном закону Молдавије, председник може расписати ванредне изборе ако се након три месеца не формира влада Међутим, 8. јуна, платформа НОВ ДА и ПАС постигле су споразум са Социјалистичком партијом о формирању владе коју је предводила Маја Санду као нова премијерка. Ову нову владу подржао је и Игор Додон. Нова коалиција и Игор Додон су тврдили да председник има право да распише ванредне изборе након консултација са парламентом, али није обавезан да то учини. Поред тога, пошто су изборни резултати верификовани 9. марта, три месеца треба тумачити као три календарска месеца, а не 90 дана као што је био случај. Бивши премијер Павел Филип из Демократске странке рекао је да ће нови парламентарни избори бити одржани 6. септембра и одбио је да призна нову коалицију, називајући је нелегалном владом. После недељу дана састанака са две владе, неких протеста и подршке међународне заједнице за нову коалицију владе, Павел Филип је поднео оставку на место премијера, али је ипак позвао на нове изборе. Уставни суд је преиначио одлуку 15. јуна, чиме је криза ефективно окончана.
У марту 2020., због пандемије ковида 19, влада је прогласила „национално упозорење црвени код“ пошто је број случајева коронавируса у земљи порастао на шест 13. марта 2020. Влада је "забранила сва окупљања преко 50 људи до 1. априла 2020. и затворила све школе и вртиће у покушају да сузбије ширење вируса". Забрањени су летови у Шпанију, Италију, Француску, Аустрију, Белгију, Чешку, Кипар, Немачку, Ирску, Велику Британију, Пољску, Португал и Румунију. Парламент је 17. марта прогласио ванредно стање на најмање 60 дана, обуставио све међународне летове и затворио границе са суседима Румунијом и Украјином. Молдавија је пријавила 29 случајева болести 17. марта 2020. Земља је пријавила свој први смртни случај 18. марта 2020. године, када је укупан број случајева достигао 30.
На председничким изборима у новембру 2020. године, кандидаткиња проевропске опозиције Маја Санду изабрана је за новог председника републике, победивши тадашњег проруског председника Игора Додона, чиме је постала прва председница Молдавије. У децембру 2020, премијер Јон Кику, који је водио проруску владу од новембра 2019, поднео је оставку дан пре него што је Санду положила заклетву. Парламент, којим доминирају проруски социјалисти, није прихватио ниједног кандидата за премијера које је предложио нови председник. Санду је 28. априла 2021. распустио парламент Републике Молдавије након што је Уставни суд укинуо ванредно стање у Молдавији које је изазвала пандемија корона вируса. Парламентарни избори одржани су 11. јула 2021. Ванредни парламентарни избори резултирали су убедљивом победом за проевропску Партију акције и солидарности (ПАС). Дана 6. августа 2021, кабинет под вођством Наталије Гаврилице положио је заклетву са 61 гласом, сви из Странке акције и солидарности (ПАС). Поднела је оставку 10. фебруара 2023.
У фебруару 2022. Санду је осудила руску инвазију на Украјину, назвавши је „еклатантним кршењем међународног права и украјинског суверенитета и територијалног интегритета“. Премијерка Наталија Гаврилита изјавила је 28. фебруара 2022. да би Молдавија требало брзо да постане чланица Европске уније; земља је поднела званични захтев за чланство у ЕУ 3. марта 2022, а затим јој је Европски савет 23. јуна 2022. године доделио статус земље кандидата, заједно са Украјином.
Дана 26. априла 2022. године, власти из региона Придњестровља саопштиле су да су дигнуте у ваздух две предајничке антене које емитују руске радио програме у објекту за емитовање предајника Григориопољ у близини града Мајак у округу Григориопољ у близини украјинске границе и да су претходне вечери нападнуте просторије Придњестровљовска служба државне безбедности. Руска војска има војну базу и велику депонију муниције у овој области. Русија има око 1.500 војника стационираних у отцепљеном Придњестровљу. Они тамо званично служе као мировњаци.
24. маја 2022. ухапшен је бивши председник Молдавије Игор Додон. Додон, лидер главне проруске опозиције у Молдавији, Социјалистичке партије, оптужен је за примање мита. Молдавске прозападне и проруске фракције постале су све више подељене након руске инвазије на Украјину.
Министарство унутрашњих послова Молдавије је 31. октобра 2022. саопштило да су остаци руске ракете пали у северно село Наславча након што је руска пуцњава пресрела противваздушна одбрана у суседној Украјини. Министарство је саопштило да нема повређених, али су прозори на неколико стамбених кућа разбијени. Руски напад је био усмерен на украјинску брану на реци Дњестар која протиче кроз Молдавију и Украјину. Дана 5. децембра, још један пројектил пао је у близини града Бричени док је Русија покренула још један талас ракетних напада на Украјину. Још једна ракета пала је у Ларгу 14. јануара 2023. као резултат још једног таласа ракетних удара на Украјину.

## Привреда
Молдавија нема великих природних ресурса и важних сировина и горива за индустрију, једна је од најсиромашнијих, а била је проглашена по неким изворима и за најсиромашнију земљу у Европи. Одлив мозгова и велика незапосленост су проблем. Примера ради Црна Гора и Албанија, због мора и летовалишта, зараде од туризма на десетине милионе евра годишње више од Молдавије. Становништво одлази у Румунију и у друге земље Европске уније, ради бољег живота и посла. Пољопривреда (првенствено земљорадња) најважнија је привредна грана Молдавије. Највише се прерађују грожђе, воће, поврће и етерично биље, а сви ти производи захтевају много рада и брз транспорт до потрошача.
Половином деветнаестог века досељеници из Француске донели су у Молдавију одличне сорте винове лозе и напредније начине виноградарства.
Индустрија се базира на пољопривреди па доминирају прехрамбена индустрија и индустрија пољопривредних машина. Земља има добро развијену винску индустрију. Има површину винограда који заузимају 147.000 ha (360.000 acres), од чега 102.500 ha (253.000 acres) се користе за комерцијалну производњу. Већина домаће производње вина се производи за извоз. Многе породице имају своје рецепте и сорте грожђа које се преносе кроз генерације. Постоје 3 историјска винска региона: Валул луј Трајан (југозапад), Стефан Вода (југоисток) и Кодру (центар), намењена за производњу вина са заштићеном географском ознаком.
Богато тло Молдавије и умерено континентална клима (са топлим летима и благим зимама) учинили су ову земљу једном од најпродуктивнијих пољопривредних региона од давнина и главним снабдевачем пољопривредних производа у југоисточној Европи. У пољопривреди је економска реформа почела реформом катастра земљишта. Пољопривредни производи Молдавије укључују поврће, воће, грожђе, вино и житарице.
| Година    | Економски раст | Година | Економски раст | Година | Економски раст |
| --------- | -------------- | ------ | -------------- | ------ | -------------- |
| 1991      | -7,5%          | 2001   | +6,1%          | 2011   | +6,4%          |
| 1992      | -29,0%         | 2002   | +7,8%          | 2012   | -0,7%          |
| 1993      | -1,2%          | 2003   | +6,6%          | 2013   | +8,9%          |
| 1994      | -30,9%         | 2004   | +7,4%          | 2014   | +4,6%          |
| 1995      | -1,4%          | 2005   | +7,5%          | 2015   | -0,5%          |
| 1996      | -5,9%          | 2006   | +4,8%          | 2016   | +2,0%          |
| 1997      | +1,6%          | 2007   | +3,0%          | 2017   | +4,5%          |
| 1998      | -6,5%          | 2008   | +7,8%          |        |                |
| 1999      | -3,4%          | 2009   | -6,5%          |        |                |
| 2000      | +2,1%          | 2010   | +6,9%          |        |                |
| Напомена: |                |        |                |        |                |

## Политика
Молдавија је стекла своју независност 1991. године где се у првом модерном уставу позива званични језик румунски, а прва химна усвојена од стране независне Молдавије „Deşteaptă-te, române“ („Пробудите се, Румуни!“), која је уједно и химна Румуније. Устав је промењен 1994. године где се наводи званични језик молдавски и химна "limba noastra" (наш језик).
Молдавија је унитарна парламентарна представничка демократска република. Устав Молдавије из 1994. поставља оквир за управу земљом. За измену Устава Молдавије потребна је парламентарна већина од најмање две трећине, који се не може ревидирати у време рата или ванредног стања. Амандмани на Устав који утичу на суверенитет, независност или јединство државе могу се извршити само након што већина бирача подржи предлог на референдуму. Штавише, не може се извршити никаква ревизија да би се ограничила основна права људи која су побројана у Уставу. Централно законодавно тело у земљи је једнодомни молдавски парламент (Parlament), који има 101 мандат, а чији се чланови бирају народним гласањем на партијским листама сваке четири године.
Шеф државе је председник Молдавије, кога је између 2001. и 2015. бирао молдавски парламент, за шта је потребна подршка три петине посланика (најмање 61 глас). Овај систем је осмишљен да смањи извршну власт у корист законодавне. Ипак, Уставни суд је 4. марта 2016. године донео одлуку да је ова уставна промена усвојена 2000. у вези са председничким изборима неуставна, чиме је метод избора председника враћен на непосредне изборе у два круга. Председник именује премијера који функционише као шеф владе, а који заузврат саставља владу, а оба подлежу одобрењу парламента.
Устав из 1994. такође успоставља независан Уставни суд, састављен од шест судија, са мандатом од шест година, током којег су несмењиви и нису подређени било каква моћ. Суд има моћ судског надзора над свим актима парламента, над председничким декретима и међународним уговорима које је потписала земља.
Међу главним политичким странкама постоје разлике што се тиче питања молдавског идентитета. Овај сукоб се рефлектује на наставни програм о националној историји. Либерална, Либерално-демократска и Наша Молдова партије подржавају учење историје под румунским идентитетом док Демократска и Комунистичка партија Молдавије подржавају историју републике Молдове и Молдаваца, са посебним идентитетом и историјом државе.

### Спољни односи
Након стицања независности од Совјетског Савеза, спољна политика Молдавије је осмишљена у циљу успостављања односа са другим европским земљама, неутралности и интеграције у Европску унију. 1995. године земља је примљена у Савет Европе. Поред учешћа у програму НАТО Партнерство за мир, Молдавија је постала и држава чланица Уједињених нација, Организације за европску безбедност и сарадњу (ОЕБС), Северноатлантског савета за сарадњу, Светске трговинске организације, Међународни монетарни фонд, Светска банка, Франкофонија и Европска банка за обнову и развој.
Молдавија и Европска унија су 2005. године успоставиле акциони план који је настојао да унапреди сарадњу између Молдавије и уније. Крајем 2005. године на заједнички захтев председника Молдавије и Украјине основана је Мисија Европске уније за граничну помоћ у Молдавији и Украјини (ЕУБАМ). ЕУБАМ помаже владама Молдавије и Украјине у усклађивању својих граничних и царинских процедура са стандардима ЕУ и нуди подршку у борби обе земље против прекограничног криминала.
После рата у Придњестровљу 1990–1992, Молдавија је тражила мирно решење сукоба у региону Придњестровља, на чему је радила у координацији са Румунијом, Украјином и Русијом, позивајући на међународно посредовање и сарађујући са ОЕБС-ом и УН у утврђивању чињеница и посматрачем мисије. Министар спољних послова Молдавије Андреј Стратан је више пута изјавио да су руске трупе стациониране у отцепљеном региону тамо против воље молдавске владе и позвао их да оду „потпуно и безусловно“. Инцидент у зони безбедности 2012. године довео је до смрти цивила, што је подигло тензије са Русијом.
У септембру 2010. Европски парламент је одобрио грант од 90 милиона евра Молдавији. Новац је требало да допуни 570 милиона америчких долара зајмова Међународног монетарног фонда, Светске банке и друге билатералне подршке већ додељене Молдавији. У априлу 2010. Румунија је понудила развојну помоћ Молдавији у вредности од 100 милиона евра, док се број стипендија за молдавске студенте удвостручио на 5.000. Према споразуму о зајму потписаном у фебруару 2010. године, Пољска је обезбедила 15 милиона америчких долара као компоненту своје подршке Молдавији у њеним напорима за европску интеграцију. Први заједнички састанак влада Румуније и Молдавије, одржан у марту 2012. године, закључен је са више билатералних споразума у различитим областима. Европска оријентација „била је политика Молдавије последњих година и то је политика која се мора наставити“, рекао је Николај Тимофти посланицима пре свог избора 2012. године.
Дана 29. новембра 2013, на самиту у Виљнусу, Молдавија је потписала споразум о придруживању са Европском унијом посвећен „ Источном партнерству“ Европске уније са бившим совјетским земљама. Бивши румунски председник Трајан Басеску изјавио је да ће Румунија учинити све да Молдавија што пре приступи ЕУ. Исто тако, Трајан Басеску је изјавио да је уједињење Молдавије са Румунијом следећи национални пројекат за Румунију, јер више од 75 одсто становништва говори румунски.
Молдавија је потписала Споразум о придруживању са Европском унијом у Бриселу 27. јуна 2014. Потписивање је уследило након што је споразум састављен у Виљнусу у новембру 2013.
Верске вође играју улогу у обликовању спољне политике. Од пада Совјетског Савеза, руска влада је често користила своје везе са Руском православном црквом да блокира и заустави интеграцију бивших совјетских држава попут Молдавије на Запад.
Молдавија је потписала захтев за чланство у ЕУ 3. марта 2022. Дана 23. јуна 2022., Молдавији су лидери ЕУ званично доделили статус кандидата.

## Галерија
- Саборна црква у Кишињеву
- Кишињев
- Тираспољ
- Православна црква Молдавије